# Gerhart Feine
Gerhart Feine (né le 17 juin 1894 à Göttingen et mort le 9 avril 1959 à Copenhague) est un juriste et diplomate allemand sous la République de Weimar et le Troisième Reich.

## Biographie
Gerhart Feine naît le 17 juin 1894 à Göttingen, dans la Province de Hanovre. Il est un descendant direct du poète Matthias Claudius.
Après ses études au Gymnasium, il étudie le droit à Göttingen et à Halle. Il entre au Auswärtiges Amt (le ministère allemand des affaires étrangères) en 1923. Par la suite, il est muté à Londres, La Haye et Belgrade et occupe plusieurs fonctions au ministère à Berlin.
Il est secrétaire privé de Gustav Stresemann, alors qu'il est ministre des affaires étrangères en 1926, et vit l'entrée de la République de Weimar dans la Société des Nations.
Il est notamment en poste à Budapest après l'invasion de la Hongrie par la Wehrmacht (mars 1944) en tant que chef de la section responsable des Juifs à l'ambassade du Reich en Hongrie. Dans cette fonction, il aide en secret le vice-consul suisse Carl Lutz en lui transmettant des télégrammes de son chef, le SS-Brigadeführer et Reichsbevollmächtigter Edmund Veesenmayer. Selon l'historien suisse Theo Tschuy et la biographe allemande Erika Rosenberg, il aurait été pris de remords face à la machine à tuer nazie.
Il est sort du corps diplomatique allemand à la fin de la guerre et entre au service du Land de Brême. Il y est collaborateur du plénipotentiaire du Land hanséatique lors de la Convention constitutionnelle d'Herrenchiemsee.